# 憲台
憲台始置於漢朝，是御史大夫官署。
西汉初年御史大夫之官署称御史府，至東漢時改稱憲台。龙朔二年（662年），改御史台为宪台，咸亨元年（670年）冬恢復御史台的旧称。元朝至元五年設立御史台，並颁布《宪台格例》，凡三十六條。明代時从三品巡抚亦稱為大憲台。弘治十八年（1505年）温州知府李端、永嘉知县刘经等建有宪台牌楼，为表彰任过四川按察司佥事朱良以。